# Tour Grandes canciones
Tour Grandes Canciones es la séptima gira que realizó la banda de heavy metal argentino Rata Blanca, aquella que comenzó previamente el 2 de septiembre del 2000 y terminó el 16 de junio de 2002. Se puede decir que es la gira del regreso de la banda, que se mantuvo inactiva desde diciembre de 1997 hasta los primeros 9 meses del corriente año. Fue hecha para presentar el disco recopilatorio Grandes canciones, disco que recoge temas de sus viejas épocas. Éste fue lanzado el 5 de diciembre. El concierto oficial del regreso de la banda fue en realidad el 19 de diciembre en el Teatro Coliseo. Es con este disco recopilatorio que Rata Blanca recorrió el resto de la Argentina y otros países más. Se puede destacar que el 18 de mayo de 2001, la banda no pudo tocar en Valencia, porque un problema en la voz del cantante lo impidió. Sobre el final del año, iban a realizar un concierto en el Teatro Gran Rex el 20 de diciembre, pero no pudo ser. Se realizó finalmente el 23 de diciembre. Luego de finalizar la gira, se encerraron en los estudios para grabar su próximo disco, que se titula El camino del fuego.

## Regreso deRata Blanca, lanzamiento del disco y conciertos

### 2000: Regreso triunfal deRata Blanca, incorporación deFernando Scarcellay disco recopilatorio
En 2000, y luego de un tiempo, se produce el regreso de la banda, que llega con dos conciertos en Bolivia los días 2 y 3 de septiembre y otro en Chile el 24. En el primer recital, el tecladista fue el mexicano nacionalizado argentino Miguel de Ipola, que años después se sumaría a Los Piojos. Es así que vuelve Hugo Bistolfi luego del concierto de regreso en Bolivia. En noviembre y diciembre realizaron presentaciones en México, hasta que el 5 de ese mes llega el lanzamiento del disco recopilatorio Grandes canciones. Consta de 12 canciones. 11 de ellos son recopilados en su versión original, y contiene una versión acústica de su ya famoso tema Mujer amante. Este disco es presentado oficialmente el día 19 de diciembre en el Teatro Coliseo. El concierto del 29 de noviembre de 2000 fue titulado El regreso del hada y el mago. Días antes de esa presentación, la banda toca en Colombia y Ecuador. Con este disco se consolida el regreso de Adrián Barilari a la banda tras un buen tiempo sin cantar con ellos, y se incorpora Fernando Scarcella a la batería tras la salida de Gustavo Rowek. Por eso, con el retorno de Rata Blanca, la formación fue la siguiente: Walter Giardino (guitarra), Adrián Barilari (voz), Guillermo Sánchez (bajo), Fernando Scarcella (batería) y Hugo Bistolfi (teclados).

### 2001: Supergira porAmérica del Sur, shows enEspañay reemplazo temporal en la batería
El 7 y 8 de abril de 2001, después de unos meses sin tocar, se presentan en el Teatro Gran Rex, en la gira del disco de regreso. Entre el 11 y 27 de abril realizan conciertos en Bahía Blanca, Neuquén, Santa Rosa, General Pico, Córdoba y otros lugares del país. En mayo realizan una serie de conciertos en España, donde tocaron después de 7 años, ya que su última visita había sido en el año '94 con Mario Ian como líder. El periodo fue entre el 5 y el 19 de mayo. Cabe destacar que el 18 de mayo, en su gira por España, Rata Blanca tenía previsto realizar un concierto en Valencia, pero por problemas en la voz del cantante, el concierto debió ser suspendido. El concierto del 5 de mayo consistió en la participación de la banda en el Festival Viña Rock 2001. Tocaron junto a Avalanch y Saurom. Regresaron a Sudamérica para tocar en Colombia los días 24, 25, 26 y 27 de mayo. Luego, el 15 de junio regresan a la Argentina para tocar en Jesse James, de la ciudad de San Justo. El 24 tocaron por primera vez en Uruguay, y el 30 regresaron a Perú después de unos años. El nuevo regreso a la Argentina se produjo en el mes de julio, tocando el 6 nuevamente en San Justo y el 21 en El Teatro de Colegiales, actualmente conocido como Vorterix. Los días 26, 27 y 28 de ese mes se produce el regreso a Bolivia después de 10 meses. Las sedes fueron Cáctus Disco, Coliseo Feicobo y el Teatro al Aire Libre. El 20 de octubre regresan otra vez a la Argentina, dando así un concierto en el Teatro Coliseo de Lomas de Zamora, en donde habían tocado el 28/06/1991 en la gira de presentación de Magos, espadas y rosas, y oficialmente no tocaban en Lomas de Zamora desde el 17/12/1994, cuando presentaron Entre el cielo y el infierno en el estadio de Los Andes, con Mario Ian como cantante tras la salida de Adrián Barilari luego de tocar en Obras en noviembre de 1993 por el tour El libro oculto ante escaso público. Ese día, Los Piojos regresaron al estadio de Atlanta, sobre el final del Verde Paisaje Tour. El 26 de octubre brindan un concierto en el Teatro Costa Magna de La Plata. En el mes de noviembre realizan 8 presentaciones en México, y luego tocan en Ecuador. El 30 de noviembre y el 1 de diciembre debutan en Guatemala, y luego, el 20 de diciembre iban a realizar el concierto de despedida del año en el Teatro Gran Rex. Sin embargo, ese show se tuvo que suspender debido a los saqueos del 19 y 20 de diciembre del 2001, y se tuvo que pasar para el día 23. Finalmente, el recital se realizó a sala llena en ese mismo lugar, y los fanes quedaron satisfechos a pesar de la reprogramación. Lo curioso es que surgió un miembro fuera de lo común: el baterista Raúl Olimpo Hernández Sánchez, que trabajó como músico de apoyo tras la lesión de Scarcella, que duró un año. Al cabo de este periodo, Raúl se fue de la banda.

### 2002: Shows porMéxicoy demás países, y concierto a beneficio
Inician el año 2002 presentándose nuevamente en México durante el mes de marzo. El 16 de ese mes, la banda regresa de nuevo al Perú para tocar en el Lawn Tennis Club de la capital de ese país, para luego tocar en la discoteca Stones de Panamá el 19 y luego el 22 en el Anfiteatro de la Feria Internacional en San Salvador. El 26 de ese mes ocurrió el nuevo regreso a Bolivia, país en el cual no tocaban desde el año anterior, y luego tocaron en Punta Norte de Comodoro Rivadavia, en su regreso a la Argentina. Los días 12 y 20 de abril tocaron en Rosario y Quilmes, en la primera fecha se hicieron dos shows esa misma noche. El 16 de junio tocaron nuevamente en El Teatro, para la sexta fiesta de Tiempos Violentos. Cabe destacar que este concierto fue a beneficio de Abrazo Solidario, un comedor de San Antonio de Padua.

## Setlist
1. "La leyenda del hada y el mago"
2. "Días duros"
3. "Corte porteño"
4. "Sobre la raya"
5. "Agord, la bruja"
6. "Cacería"
7. "Preludio obsesivo"
8. "Otoño medieval"
9. "Chico callejero"
10. "Noche sin sueños"
11. "Mujer amante"

## Conciertos
| Fecha                    | Ciudad                  | País        | Recinto                               |
| ------------------------ | ----------------------- | ----------- | ------------------------------------- |
| América del Sur          |                         |             |                                       |
| 2 de septiembre del 2000 | Santa Cruz de la Sierra | Bolivia     | Coliseo Real                          |
| 3 de septiembre de 2000  | La Paz                  | Bolivia     | Estadio Hernando Siles                |
| 24 de septiembre de 2000 | Santiago de Chile       | Chile       | Estadio Víctor Jara                   |
| América del Norte        |                         |             |                                       |
| 3 de noviembre de 2000   | Ciudad de México        | México      | Salón 5                               |
| 10 de noviembre de 2000  | Querétaro               | México      | Casino Modelo                         |
| 11 de noviembre de 2000  | Morelia                 | México      | Estadio Morelos                       |
| 17 de noviembre de 2000  | Guadalajara             | México      | Roxy                                  |
| 18 de noviembre de 2000  | Ciudad de México        | México      | Arena Adolfo López Mateos             |
| 19 de noviembre de 2000  | Toluca                  | México      | Villa Charra                          |
| 20 de noviembre de 2000  | Morelos                 | México      | Auditorio Teopanzolco                 |
| 23 de noviembre de 2000  | Ciudad de México        | México      | Foro Ideal                            |
| 24 de noviembre de 2000  | Puebla                  | México      | La Meka                               |
| 25 de noviembre de 2000  | Morelos                 | México      | Auditorio Teopanzolco                 |
| 26 de noviembre de 2000  | Ciudad de México        | México      | Valle del Chalco                      |
| 29 de noviembre de 2000  | Monterrey               | México      | Escena Disco                          |
| 1 de diciembre de 2000   | Ciudad Juárez           | México      | Auditorio Municipal Josué Neri Santos |
| 2 de diciembre de 2000   | Chihuahua               | México      | La Herradura                          |
| 3 de diciembre de 2000   | Torreón                 | México      | Bar Lumen 400                         |
| 4 de diciembre de 2000   | Gómez Palacio           | México      | La Troje                              |
| América del Sur          |                         |             |                                       |
| 8 de diciembre de 2000   | Quito                   | Ecuador     | Coliseo Julio César Hidalgo           |
| 9 de diciembre de 2000   | Bogotá                  | Colombia    | Teatro Lux                            |
| 10 de diciembre de 2000  | Cali                    | Colombia    | Coliseo del Pueblo                    |
| 19 de diciembre de 2000  | Buenos Aires            | Argentina   | Teatro Coliseo                        |
| 7 de abril de 2001       | Buenos Aires            | Argentina   | Teatro Gran Rex                       |
| 8 de abril de 2001       | Buenos Aires            | Argentina   | Teatro Gran Rex                       |
| 11 de abril de 2001      | Bahía Blanca            | Argentina   | Club Universitario                    |
| 12 de abril de 2001      | Neuquén                 | Argentina   | Discoteca Ticket                      |
| 13 de abril de 2001      | Santa Rosa              | Argentina   | Jockey Club                           |
| 14 de abril de 2001      | General Pico            | Argentina   | Oriente                               |
| 15 de abril de 2001      | Córdoba                 | Argentina   | Centro Cultural General Paz           |
| 19 de abril de 2001      | Mar del Plata           | Argentina   | Teatro La Subasta                     |
| 20 de abril de 2001      | Viedma                  | Argentina   | Estadio Cayetano Arias                |
| 21 de abril de 2001      | Comodoro Rivadavia      | Argentina   | Zona Cero                             |
| 22 de abril de 2001      | Rawson                  | Argentina   | Centro Cultural José Hernández        |
| 26 de abril de 2001      | Santa Fe                | Argentina   | Passage Disco                         |
| 27 de abril de 2001      | Rosario                 | Argentina   | Teatro Lavardén                       |
| Europa                   |                         |             |                                       |
| 5 de mayo de 2001        | Villarrobledo           | España      | Auditorio Municipal                   |
| 10 de mayo de 2001       | Madrid                  | España      | Sala Caracol                          |
| 11 de mayo de 2001       | Zaragoza                | España      | Sala Casa del Loco                    |
| 12 de mayo de 2001       | Bilbao                  | España      | Sala BilboRock                        |
| 17 de mayo de 2001       | Barcelona               | España      | Sala Mephisto                         |
| 19 de mayo de 2001       | Murcia                  | España      | Sala Gamma                            |
| América del Sur          |                         |             |                                       |
| 24 de mayo de 2001       | Cali                    | Colombia    | Parque de la Caña                     |
| 25 de mayo de 2001       | Pasto                   | Colombia    | Estadio Departamental Libertad        |
| 26 de mayo de 2001       | Pereira                 | Colombia    | Coliseo Mayor                         |
| 27 de mayo de 2001       | Bogotá                  | Colombia    | África Disco                          |
| 15 de junio de 2001      | San Justo               | Argentina   | Jesse James                           |
| 24 de junio de 2001      | Montevideo              | Uruguay     | La Factoría                           |
| 30 de junio de 2001      | Lima                    | Perú        | Concha Acústica                       |
| 6 de julio de 2001       | San Justo               | Argentina   | Jesse James                           |
| 21 de julio de 2001      | Colegiales              | Argentina   | El Teatro                             |
| 26 de julio de 2001      | Santa Cruz de la Sierra | Bolivia     | Cáctus                                |
| 27 de julio de 2001      | Cochabamba              | Bolivia     | Coliseo Feicobo                       |
| 28 de julio de 2001      | Sucre                   | Bolivia     | Teatro al Aire Libre                  |
| 20 de octubre de 2001    | Lomas de Zamora         | Argentina   | Teatro Coliseo                        |
| 26 de octubre de 2001    | La Plata                | Argentina   | Teatro Costa Magna                    |
| América del Norte        |                         |             |                                       |
| 1 de noviembre de 2001   | Ciudad de México        | México      | La Madre Diabla                       |
| 2 de noviembre de 2001   | Toluca                  | México      | La Arena Toluca                       |
| 3 de noviembre de 2001   | Guadalajara             | México      | Roxy                                  |
| 4 de noviembre de 2001   | Aguascalientes          | México      | Skate Park Los Globos                 |
| 9 de noviembre de 2001   | Durango                 | México      | La Iguana                             |
| 10 de noviembre de 2001  | Torreón                 | México      | Auditorio Municipal                   |
| 11 de noviembre de 2001  | León                    | México      | Whisky Bar                            |
| 12 de noviembre de 2001  | Puebla                  | México      | Explanada CAPU                        |
| América del Sur          |                         |             |                                       |
| 15 de noviembre de 2001  | Riobamba                | Ecuador     | Plaza de Toros Raúl Dávalos           |
| 16 de noviembre de 2001  | Quito                   | Ecuador     | Coliseo General Rumiñihui             |
| 17 de noviembre de 2001  | Cuenca                  | Ecuador     | Coliseo de Cuenca                     |
| 18 de noviembre de 2001  | Riobamba                | Ecuador     | Plaza de Toros Raúl Dávalos           |
| América Central          |                         |             |                                       |
| 30 de noviembre de 2001  | Huehuetenango           | Guatemala   | Estadio Los Cuchumatanes              |
| 1 de diciembre de 2001   | Guatemala               | Guatemala   | Estadio del Ejército                  |
| América del Sur          |                         |             |                                       |
| 23 de diciembre de 2001  | Buenos Aires            | Argentina   | Teatro Gran Rex                       |
| América del Norte        |                         |             |                                       |
| 1 de marzo de 2002       | Irapuato                | México      | Latino Discotheque                    |
| 2 de marzo de 2002       | Querétaro               | México      | Estadio Cooregidora                   |
| 3 de marzo de 2002       | Ciudad de México        | México      | Centro de Convenciones Tlatelolco     |
| 8 de marzo de 2002       | Chimalhuacán            | México      | Pista La Estrella                     |
| 9 de marzo de 2002       | Puebla                  | México      | Salón Los Ángeles                     |
| 10 de marzo de 2002      | Toluca                  | México      | Villa Charra                          |
| América del Sur          |                         |             |                                       |
| 16 de marzo de 2002      | Lima                    | Perú        | Lawn Tennis Club                      |
| América Central          |                         |             |                                       |
| 19 de marzo de 2002      | Panamá                  | Panamá      | Discoteca Stones                      |
| 22 de marzo de 2002      | San Salvador            | El Salvador | Anfiteatro de la Feria Internacional  |
| América del Sur          |                         |             |                                       |
| 26 de marzo de 2002      | Santa Cruz de la Sierra | Bolivia     | Palladium                             |
| 29 de marzo de 2002      | Comodoro Rivadavia      | Argentina   | Punta Norte                           |
| 12 de abril de 2002      | Rosario                 | Argentina   | Teatro Lavardén                       |
| 20 de abril de 2002      | Quilmes                 | Argentina   | Salón Cervecero                       |
| 16 de junio de 2002      | Colegiales              | Argentina   | El Teatro                             |

## Países visitados
- Argentina
- Chile
- Bolivia
- Perú
- Colombia
- Panamá
- El Salvador
- Guatemala
- Ecuador
- México
- España

## Conciertos suspendidos y/o reprogramados
| Fecha                   | Ciudad, País            | Lugar           | Motivo |
| ----------------------- | ----------------------- | --------------- | --- |
| 18 de mayo de 2001      | Valencia, España        | Sala República  | El concierto fue suspendido por problemas en la voz de Adrián Barilari. Volvieron a esa ciudad el 8 de octubre de 2003 en la siguiente gira. |
| 20 de diciembre de 2001 | Buenos Aires, Argentina | Teatro Gran Rex | El concierto fue suspendido por el Estado de Sitio. Se pasó al 23 de diciembre.                                                              |

## Formación en el concierto de regreso
- Adrián Barilari - Voz (1989-1993, 2000-Actualidad)
- Walter Giardino - Guitarra líder (1986-1997, 2000-Actualidad)
- Guillermo Sánchez - Bajo (1987-1997, 2000-2017)
- Miguel de Ipola - Teclados (2000)
- Fernando Scarcella - Batería (2000-2023)

## Formación en el resto de la gira
- Adrián Barilari - Voz (1989-1993, 2000-Actualidad)
- Walter Giardino - Guitarra líder (1986-1997, 2000-Actualidad)
- Guillermo Sánchez - Bajo (1987-1997, 2000-2017)
- Hugo Bistolfi - Teclados (1989-1993, 2000-2010)
- Fernando Scarcella - Batería (2000-Actualidad)

### Músicos de apoyo
- Raúl Olimpo Hernández Sánchez - Batería